# Saint-Maurice, Val-de-Marne
Saint-Maurice este o comună franceză situată în departamentul Val-de-Marne, în regiunea Île-de-France. Până în anul 1843, se numea Charenton-Saint-Maurice.

## Geografie

### Localizare

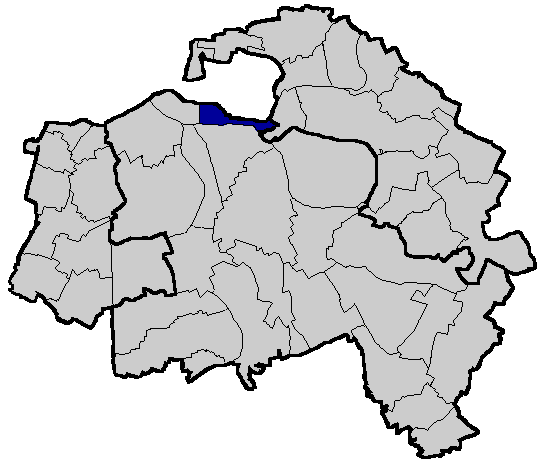
Localizarea comunei Saint-Maurice în Val-de-Marne.

Saint-Maurice este o comună care ocupă o suprafață de 1,43 km² în departamentul Val-de-Marne, situată pe malul drept al râului Marna, chiar în amonte de confluența acestuia cu Sena.
Este vecină cu orașele Charenton-le-Pont la vest, Joinville-le-Pont la est, Maisons-Alfort la sud și Paris la nord, având în apropiere Pădurea Vincennes.

### Geologie și relief
Saint-Maurice se întinde de la râul Marna până la partea sud a platoului calcaros de Gravelle, cu o altitudine cuprinsă între 57 și 65 de metri, care domină valea cu aproximativ 30 de metri.

### Hidrografie
Orașul Saint-Maurice se întinde de-a lungul râului Marna pe o distanță de peste 3 km, de la podul D148 până la Charenton-le-Pont. Râul este mărginit de un drum de remorcare deschis pietonilor și bicicliștilor, numit Chemin du Moulin des Corbeaux. Un braț secundar, brațul Gravelle, se află paralel cu strada Marechal Leclerc, la nord de autostrada A4. Această autostradă a fost construită între 1974 și 1975 pe locul unui tronson al drumului național 4, stabilit pe traseul fostului canal Saint-Maurice, umplut la începutul anilor 1950.

### Climă
În 2010, clima comunei era de tip oceanic al câmpiilor din Centru și de Nord, conform unui studiu a CNRS care se baza pe o serie de date care acoperă perioada 1971-2000. În 2020, Météo-France a publicat o tipologie a climei din Franța metropolitană în care comuna este expusă la un climat oceanic și se încadrează în regiunea climatică sud-vestică a bazinului parizian, caracterizată prin precipitații scăzute, în special în primăvară (120 până la 150 mm) și un iarnă rece (3,5 °C).
Pentru perioada 1971-2000, temperatura medie anuală este de 12,1 °C, cu o amplitudine termică anuală de 15,4 °C. Cantitatea medie anuală de precipitații este de 630 mm, cu 11,2 zile de precipitații în ianuarie și 7,6 zile în iulie. Pentru perioada 1991-2020, temperatura medie anuală observată la stația meteorologică cea mai apropiată, situată în comuna Joinville-le-Pont la 2 km distanță în linie dreaptă, este de 11,6 °C, iar cantitatea medie anuală de precipitații este de 686,3 mm. Pentru viitor, parametrii climatici estimati pentru comună, pentru anul 2050, conform diferitelor scenarii de emisii de gaze cu efect de seră, pot fi consultati pe un site dedicat publicat de Météo-France în noiembrie 2022.

### Căi de comunicație și transport
- Autostrada A4: Aceasta asigură legătura cu Parisul (bulevardul periferic la 2,5 km), însă nu permite accesul direct dinspre sau către provincie (ieșirea trebuie realizată la Joinville-le-Pont). Autostrada este construită în mare parte pe traseul fostului canal Saint-Maurice.
- Autostrada A86: Traversează orașul, iar intersecția sa cu A4 ocupă o parte semnificativă a teritoriului comunei Saint-Maurice, dar nu există o legătură directă cu aceasta.
- Drumul departamental D4: Corespunde fostului drum național N4.

## Urbanism

### Tipologie
La 1 ianuarie 2024, Saint-Maurice este clasificată ca un mare centru urban, conform noii grile comunale de densitate în șapte niveluri definită de INSEE (Institutul Național de Statistică și Studii Economice) în 2022. Aceasta aparține unității urbane a Parisului, o aglomerație inter-departamentală care cuprinde 407 comune, dintre care face parte ca o comună din suburbii. În plus, comuna face parte din aria metropolitană a Parisului, fiind una dintre comunele de la periferie, această zonă reunind 1.929 de comune.

## Toponimie
Denumită anterior Sanctus Mauricius în secolul al XIII-lea, comuna a purtat și numele de Saint-Maurice-Montcouronne și Charenton-Saint-Maurice.

## Istorie
Existența localității Charenton-Saint-Maurice este atestată încă din secolul al XI-lea.
În 1606, Henric al IV-lea le permite protestanților să construiască un templu în această localitate, însă acesta este incendiat de catolici în 1621. În 1623, templul este reconstruit (conform desenului realizat de Salomon de Brosse, putea găzdui 1 500 de persoane).
Cardinalul de Noailles aduce maici benedictine de la Val d'Osne și le stabilește pe locul fostului templu distrus, unde este construită o mică biserică.
La 13 septembrie 1641, Sébastien Leblanc, consilier sub Ludovic al XIII-lea, donează Fraților de Saint-Jean de Dieu case și terenuri din parohia Charenton, pentru a primi bolnavi și persoane alienate în „Casa Regală din Charenton” (astăzi cunoscută sub numele de spitalul Esquirol).
Terenurile agricole din partea sudică a platoului și versantul plantat cu vii, care domină valea, au fost expropriate în 1659 pentru a extinde domeniul regal al pădurii Vincennes. În 1667, gardul parcului Vincennes a fost extins, formând „noua incintă” până la marginea platoului, pentru a include terenurile recent achiziționate, denumite „falsul parc”. În această zonă au fost trasate alei, cea mai largă fiind „terasa”, care domina valea de-a lungul noului zid. În această parte a pădurii Vincennes au fost create adăposturi pentru vânat. Plata despăgubirilor a întârziat considerabil, iar locuitorii din Saint-Maurice au deplâns pierderea acestui teritoriu din parohia lor.
În perioada Revoluției și ulterior, spitalul a fost considerabil extins și dotat corespunzător.
În timpul Revoluției Franceze, comuna, cunoscută atunci sub numele de Charenton-Saint-Maurice, a purtat temporar denumirile de Charenton-Républicain și Montgravier. În 1843, comuna a renunțat la referința la Charenton și a adoptat numele simplu de Saint-Maurice.
Un spital cu 411 paturi a fost construit în 1855 în partea de sud-vest a pădurii Vincennes, pe o suprafață de 16 hectare, pentru a primi muncitorii victime ale accidentelor de muncă sau ale bolilor profesionale. Acest spital, devenit Spitalul Național din Saint-Maurice, a fost grupat în 2011 cu Spitalul Esquirol.

### Reducerea teritoriului comunei
„Cătunul de la Gravelle”, situat între Marna, canalul Saint-Maur, actualul bulevard Maréchal-Leclerc din Joinville-le-Pont și actuala stradă Politzer din Saint-Maur, care făcea parte din comuna Saint-Maurice, a fost anexat comunei Joinville-le-Pont la 2 mai 1868.
Partea pădurii Vincennes situată la nord de strada Maréchal Leclerc, de strada de la Terrasse și de bulevardul Gravelle, care făcea parte din teritoriul comunei și era limitrofă cu Vincennes și Saint-Mandé, a fost anexată Orașului Paris prin decretul din 18 aprilie 1929.

## Populația și societatea

### Date demografice
Evoluția numărului de locuitori este cunoscută prin recensămintele populației efectuate în comună începând din 1793. Pentru comunele cu mai puțin de 10 000 de locuitori, un recensământ al întregii populații este realizat la fiecare cinci ani, populațiile legale pentru anii intermediari fiind estimate prin interpolare sau extrapolare.
În 2022, comuna număra 14411 locuitori, în creștere cu +0,69 % față de 2016 (Val-de-Marne: +3 %, Franța fără Mayotte: +2,11 %).
| An        | 1793 | 1821 | 1841 | 1856 | 1876 | 1886 | 1901 | 1921 | 1936  | 1962  | 1982 | 2006  | 2014  | 2022  |
| --------- | ---- | ---- | ---- | ---- | ---- | ---- | ---- | ---- | ----- | ----- | ---- | ----- | ----- | ----- |
| Populație | 659  | 428  | 1805 | 3160 | 4577 | 6506 | 7325 | 9509 | 11324 | 10344 | 9420 | 14312 | 14874 | 14411 |

## Cultura locală și patrimoniul

### Locuri și monumente

#### Monumente religioase
- Biserica Saint-André[30].

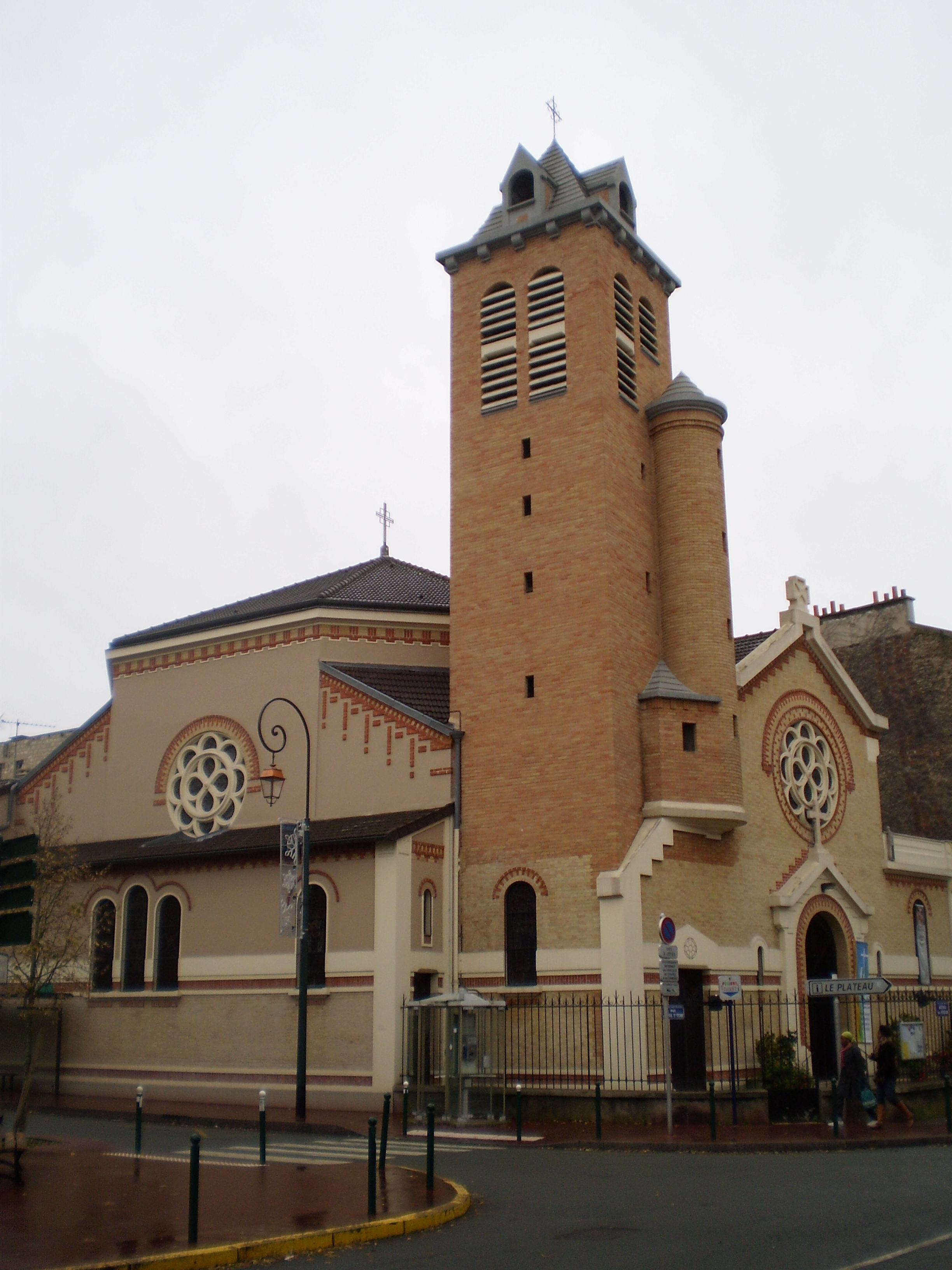
Biserica Saint-André: situată pe bulevardul Verdun, vizavi de intrarea în Spitalul Național.

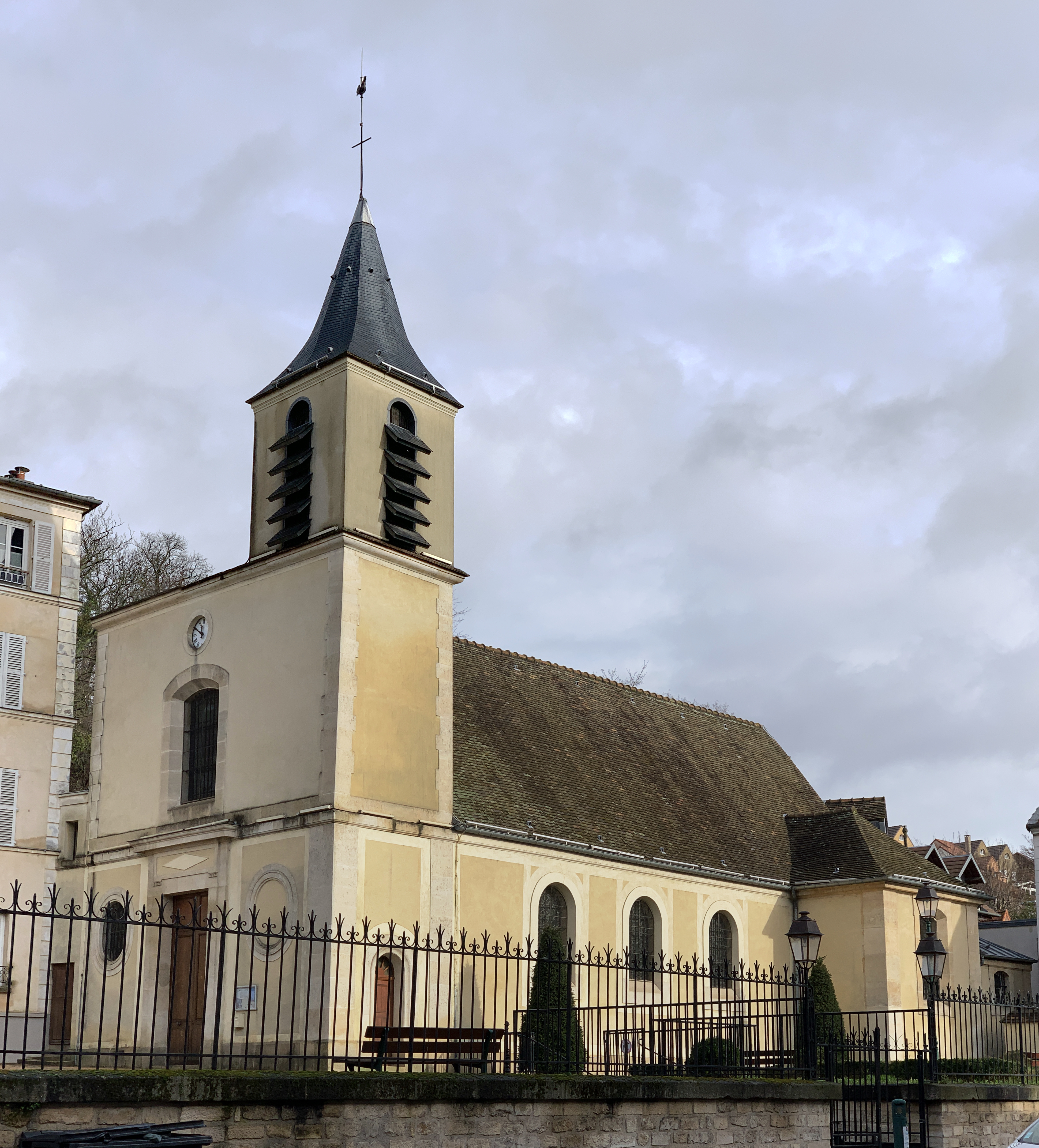
Biserica Saint-Maurice.

- Biserica Sfinții Îngeri Păzitori (Église des Saints-Anges Gardiens[31]): construită de Jean Tandeau de Marsac (1904-1980), recunoscută ca parte din „Patrimoniul secolului al XX-lea”.
- Biserica Saint-Maurice[32].
- Cimitirul Saint-Maurice.

#### Monumente civile
- Monumentul dedicat lui Delacroix, realizat de Jules Dalou, a fost ridicat în 1898[33] în fața primăriei, dar ulterior a fost distrus de administrația locală. Bustul pictorului a fost mutat în fața casei sale natale. Stela, lipsită de ornamentele sale din bronz, a fost „reciclată” și transformată în monument dedicat eroilor din Saint-Maurice în 1998.
- Casa natală a lui Eugène Delacroix, situată la numărul 29 de pe strada Maréchal-Leclerc, se afla, pe vremuri, în apropierea unui canal. Canalul a fost transformat în Autostrada Estului, însă casa există și astăzi. În această casă a locuit și a murit savantul Edmond Nocard. Între 1977 și 1985, pictorul de origine chiliană Eudaldo a fost găzduit aici. La sfârșitul anilor 1980, casa a fost restaurată de către municipalitate și transformată într-o mediatecă[34].
- Fostul „azil pentru alienați” a găzduit, printre alții, prizonierul Latude, apoi marchizul de Sade în 1789 și din 1803 până la moartea sa în 1814. Pictorul și gravorul Charles Meryon și-a sfârșit viața în azil în 1868. Paul Verlaine a avut mai multe șederi aici, în 1887 și 1890. Colonelul Toussaint-Jean Trefcon, internat în acest azil în 1836, și-a trăit ultimele zile aici, murind în 1854. Este înmormântat la Saint-Maurice. Această instituție a devenit acum Spitalul Esquirol, dar continuă să fie specializată în medicină psihiatrică. Medicul-șef al spitalului, Henri Baruk, a murit în 1999 la Saint-Maurice.
- Pasarela ecluzei din Saint-Maurice, situată deasupra râului Marna, a fost proiectată de arhitectul Marc Mimram. Structura principală a fost realizată de compania Demathieu Bard, iar structura metalică a fost executată de firma DMI[35].
- Moara de la Chaussée[36], care datează din secolul al XVII-lea, a inspirat mai multe tablouri ale lui François Boucher[37].

#### Primăria
În 1910, pictorul Henri Marret a decorat pereții scării de onoare din primărie cu patru pânze maruflate, iar în anul următor a realizat pe tavan o frescă alegorică.

## Personalități
- Sfântul Mauriciu din Agaune (secolul al III-lea), martir din Valais.
- Marguerite Bahuche (aproximativ 1560/1570-1632), artistă pictoriță, înmormântată în cimitirul protestant din Saint-Maurice.
- Jean-Paul Belmondo (1933-2021), actor, a locuit pe insula Corbeaux împreună cu partenera sa, Ursula Andress, în a doua jumătate a anilor 1960[38].
- Maurice Chevit (1923-2012), actor și dramaturg, a murit la Saint-Maurice.
- Gérard Courant (1951), cineast, scriitor, actor, poet și producător, a locuit la numărul 103 de pe bulevardul Gravelle între 1985 și 2000. În această perioadă a realizat mai multe dintre filmele sale, inclusiv Inventaire filmé des rues de Saint-Maurice.
- Eugène Delacroix (1798-1863), pictor, s-a născut la Saint-Maurice.
- Émilie Fer (1983), canoistă practicantă de kaiac slalom, s-a născut la Saint-Maurice.
- Laurent Fignon (1960-2010), ciclist, a locuit pe strada Maréchal-Leclerc.
- Evan Fournier (1992), baschetbalist profesionist, s-a născut la Saint-Maurice.
- Frédéric Piquionne (1978), fotbalist profesionist care a jucat în echipa națională a Franței, a crescut la Saint-Maurice.
- Adrien Rabiot (1995), fotbalist francez, s-a născut la Saint-Maurice.
- Jacques Sereys (1928-2023), actor, s-a născut la Saint-Maurice.
- Hassan Yebda (1984), fotbalist algerian, s-a născut la Saint-Maurice.
- Donatien Alphonse François de Sade (1740-1814), cunoscut sub numele de Marchizul de Sade, a murit acolo.
- Leny Yoro (2005-), jucător de fotbal profesionist francez, s-a născut la Saint-Maurice.

## Înfrățiri
- Elveția – Saint-Maurice - din 1957[39]
- Germania – Erlenbach am Main - din 1991[39]
- Italia – Curtarolo - din 1996[39]